# Nadia Álvarez Mexía
Nadia Yolanda Álvarez Mexía (Cd. Obregón, Sonora, el 28 de julio de 1974) es una ingeniera, educadora e investigadora mexicana reconocida por ser la primera docente latina y migrante que obtuvo un lugar en la Facultad de Honores W.A. Franke de la Universidad Arizona. Galardonada en México y Estados Unidos por sus contribuciones al conocimiento y educación. Su historia se incluye en la colección literaria Historias de mexicanas chidas para lectores chidisímos.

## Biografía
Álvarez Mexía estudió la carrera de ingeniería en Sistemas de Información; maestría en Tecnologías de la Información en el Instituto Tecnológico y de Estudios Superiores de Monterrey; posteriormente concluyó su doctorado en Docencia y Formación Docente con especialidad en lenguaje, lectura y cultura en la Universidad de Arizona. Antes de trabajar en la Universidad de Arizona, trabajó una década en el sistema de educación superior de México como profesora, asesora y administradora en universidades como el Instituto Tecnológico Superior de Monterrey, Campus Monterrey y Mazatlán, así como otras instituciones de educación superior. Se desempeña como directora de iniciativas de educación transfronteriza en la Facultad de Educación de la Universidad de Arizona.
En el año 2021, obtuvo un fondo otorgado por el Departamento de Estado de los Estados Unidos para expandir el programa "Navegando la Educación en la Frontera". Su proyecto fue seleccionado como una de las 26 propuestas entre 132 postulaciones para crear, expandir o diversificar la movilidad académica de los estudiantes nacionales, en particular aquellos que han sido históricamente excluidos, como los afrodescendientes, indígenas o de bajos recursos.

## Reconocimientos
A lo largo de su carrera ha recibido distinciones como: 
- Premio Peter W. Likins, Inclusión y Diversidad, 2007.
- Premio Senador Paul Simon, NAFSA, 2012.
- Miembro de la Institución de Servicio Hispano (HSI), Universidad de Arizona, 2018 - 2019.
- Premio Visionaria Establecida - Edith Sayre Auslander, Commission on the Status of Women, 2018.[9]
- Reconocimiento de la Comisión de Relaciones Humanas de la Ciudad de Tucson, 2018.
- Premio Trayectoria 2019: Aportes Destacados a la Educación Superior y su Internacionalización, Universidad Autónoma de Ciudad Juárez  y Consejo de Ciencias y Tecnología (CONACyT), Chihuahua, México.
- Premio de la Universidad Autónoma de Ciudad Juárez (UACJ) por sus contribuciones a la educación superior y su internacionalización, 2019.
- Mujeres de Cambio, Secretaría de Educación y Cultura del Estado de Sonora, 2020.
- Mujer Mexicana Distinguida, Foro Bilateral sobre Propuestas de Mejora para la Movilidad Internacional Educativa a Nivel Superior, Modelo de las Naciones Unidas, Hermosillo, Sonora.[10]
- Miembro del Instituto de Liderazgo Académico, Universidad de Arizona, 2020-2021[11]
- Becaria del Departamento de Estado de los Estados Unidos, Programa de educación transfronteriza (NEBP, por sus siglas en inglés), 2021.
- Premio al Mérito Internacional Universidad de Guanajuato, México, 2022.[12]
- Nosotras Somos, Secretaría de Educación y Cultura y el Instituto Tecnológico Superior de Cananea, Sonora, 2023.[13]

## Contribuciones
- Beyond Borders: Cultivating Global Education Experiences for Immigrant Students. Global Inclusion 2021, The Global Impact Exchange.
- TecNM-Cananea: Una actitud responsiva, educativa y tecnológica en tiempos de COVID-19, La Tecnología Educativa en Tiempos de Pandemia. Gradus Editora, Universidad Juárez Autonomía de Tabasco.[14]
- Amplified Voices, Intersectional Identities: Volume 2. Boston: Brill Sense.[15]
- Voces estudiantiles: pandemia y educación superior internacional, Revista Nexos, Nadia Álvarez Mexia, Erick M. Sánchez Robles.[16]
- Historias de mexicanas chidas para niñas chidísimas, Editorial Luciana Biondo.